# Жмурко Андрій
Андрій Жмурко (30 квітня 1891, с. Перегноїв, Львівська область — 29 листопада 1991, м. Едмонтон, Канада) — український громадський діяч, булавний десятник Української галицької армії, підприємець.

## Життєпис
Народився 30 квітня 1891 року у селі Перегноїв на Галичині. Брав участь у Першій світовій війні в Австрійській армії з 1914 — 1918 рр., пізніше служив в Українській галицькій армії у 1918 — 1920 рр. у званні булавного старшого десятника. 
Емігрував до Канади у 1926 році, де був членом-засновником Українського Стрілецької Громади у місті Едмонтон. Під час Другої світової війни служив у резерві Канадського війська з 1940 по 1943 рік. Працював підприємцем на пенсії. 
Помер 29 листопада 1991 у сторічному віці. Похований на цвинтарі святого Михайла в Едмонтоні.